# Tweede Kamerverkiezingen 2021/Kandidatenlijst/Piratenpartij
Dit is de lijst van kandidaten van de Piratenpartij voor de Nederlandse Tweede Kamerverkiezingen 2021, zoals deze op 3 januari 2021 werd vastgesteld.

## De lijst
1. Matthijs Pontier, Amsterdam - 14.028 stemmen
2. Ji Yong Dijkhuis, Lelystad - 954
3. Saira Sadloe, Purmerend - 2.663
4. David van Deijk, Eindhoven - 487
5. Jasmijn Boeken, Beuningen (Gelderland) - 1.313
6. Wietze Brandsma, Burgum - 285
7. Petra Downs-Hovestadt, Helmond - 343
8. Mark van Treuren, Schagen - 116
9. Astrid Abendroth, Amsterdam - 227
10. Danny Werner, Amsterdam - 57
11. André Linnenbank, Zaandam - 97
12. Dmitri Schrama, Utrecht - 127
13. Leontien Wafelman, Amsterdam - 265
14. Dylan Hallegraeff, 's-Gravenhage - 112
15. Frank Wijnans, Idsegahuizum - 54
16. Tjerk Feitsma, Amstelveen - 42
17. Bob Sikkema, Enkhuizen - 84
18. Edy Bouma, Ede - 78
19. Robert Kwakkelstein, 's-Gravenhage - 235
20. Thijs Ligthart, Alkmaar - 89
21. Peter ter Haak, Lisse - 95
22. Melchior Philips, Arnhem - 134
23. Dave Borghuis ook genaamd op de Borg, Enschede - 206
24. Rik Piepers, Amsterdam - 87
25. Teunis van Nes, Goes - 59
26. Mirjam van Rijn, Amsterdam - 200
27. Dirk Poot, Hoeven - 102
28. Metje Blaak, Amsterdam - 277

VVD · PVV · CDA · D66 · GroenLinks · SP · PvdA · ChristenUnie · Partij voor de Dieren · 50PLUS · SGP · DENK · FVD · BIJ1 · JA21 · Code Oranje · Volt · NIDA · Piratenpartij · LP · JONG · Splinter · BBB · NLBeter · LHK · OPRECHT · JEZUS LEEFT · TROTS · UCF · Lijst 30 · PvdE · DFP · VSN · WZNL · Modern Nederland · De Groenen · PvdR
2010 · 2012 ·
2017 · 2021 · 2023